# Peter Ebden
Peter Ebden, född 26 augusti 1982, är en nyzeeländsk bågskytt. Han deltog vid olympiska sommarspelen 2000.